# Ashleigh Pittaway
Ashleigh Fay Pittaway (* 23. Mai 2000 in München) ist eine ehemalige deutsch-britische Skeletonfahrerin. Von der Saison 2010/11 bis zur Saison 2014/15 startete sie für Deutschland und ab 2015/16 für das Vereinigte Königreich.

## Werdegang
Ashleigh Pittaway begann im Alter von 10 Jahren im Bayrischen Bob- und Schlittenverband mit dem Skeletonsport für Deutschland in Berchtesgaden. Da sie damals in München wohnte, startete sie für den BSC München. Zu Beginn ihrer Karriere gewann sie in der Saison 2010/11 am Königssee die Bronzemedaille bei den Bayerischen Meisterschaften gemischt und wurde an gleicher Stelle Zweite und Vierte im internationalen Challenge Cup in der Kategorie Schüler. Eine Saison später wurde sie in Innsbruck Erste im internationalen Challenge Cup und beim EDEKA-Cup am Königssee.
In der Saison 2013/14 wurde sie bei den Bayrischen Meisterschaften am Königssee in der Kategorie Damen Fünfte und gewann in verschiedenen Wettbewerben viermal in den ersten Platz. In der Saison 2014/15 gewann sie in Igls beim Tirol Cup in der Kategorie Jugend B den ersten Platz. Bei den offenen Sachsenmeisterschaften in Altenberg fuhr sie auf den sechsten Platz, bei den Deutschen Meisterschaften 2015 in Winterberg auf den 13. Platz und bei den Deutschen Juniorenmeisterschaften 2015 am Königssee in der Kategorie Jugend gewann sie die Silbermedaille.
Im Jahr 2015 wechselte sie von Deutschland ins Britische Nationalteam und startet seitdem für das Vereinigte Königreich. Auch in der Saison 2015/16 gewann sie den ersten Platz im Tirol Cup in der Kategorie Jugend B in Igls. Bei allen vier Qualifikationen für die Olympischen Jugend-Winterspiele 2016 gewann sie zweimal in Igls und zweimal in Lillehammer den ersten Platz. Pittaway gab ihr Debüt im Intercontinentalcup 2015/16 in Igls und belegte die Plätze 15 und 16 und in der Intercontinentalcupgesamtwertung wurde sie 20. Eine Woche später gab sie ihr Debüt im Europacup 2015/16 am Königssee, wurde Dritte und Vierte und in der Europagesamtwertung kam sie auf den 16. Platz. Bei den Junioren-Weltmeisterschaften 2016 in Winterberg erreichte sie den neunten Platz. Sie gewann bei den Olympischen Jugend-Winterspielen 2016 in Lillehammer die Goldmedaille. Nach den guten Leistungen bei den Olympischen Jugend-Winterspielen wurde sie für das letzte Weltcuprennen am Königssee nominiert und wurde 15., in der Weltcupgesamtwertung kam sie auf den 27. Platz und in der IBSF-Gesamtwertung auf den 42. Platz.
Sie bestritt in der Saison 2016/17 nur die Rennen im November 2016 im Intercontinentalcup in Igls und am Königssee, dabei wurde sie einmal Neunte, 12., Dritte und Zweite. Im Intercontinentalcupgesamtwertung landete sie auf dem 11. Platz und in der IBSF-Gesamtwertung auf dem 44. Platz.
In der Saison 2017/18 bestritt sie nur die ersten vier Weltcupstationen in Lake Placid, Park City, Whistler und Winterberg und kam einmal auf den 19. Platz und dreimal auf den 21. Platz. Sie kam in der Weltcupgesamtwertung auf den 28. Platz. Im weiteren Verlauf der Saison fuhr sie im Europacup. In La Plagne fuhr sie zweimal auf den siebenten Platz, in Altenberg auf den sechsten Platz und Igls auf den 20. Platz, kam in der Europacupgesamtwertung auf den 18. Platz und in der IBSF-Gesamtwertung auf den 41. Platz. Bei den Junioren-Weltmeisterschaften in St. Moritz fuhr sie auf den neunten Platz und bei den offenen Bayerischen Meisterschaften 2018 am Königssee in der Kategorie Jugend B gewann sie die Goldmedaille.
Zu Beginn der Saison 2018/19 gewann sie im November 2018 in Winterberg das Qualifikationsrennen und bestritt danach die vier Rennen im Intercontinentalcup, bei denen sie dreimal auf den siebenten Platz und einmal auf den vierten Platz fuhr. Im Dezember 2018 fuhr sie im Europacup am Königssee auf den zweiten und dritten Platz. Außerdem gab sie im Januar 2019 ihr Debüt im Nordamerikacup, gewann gleich ihr erstes Rennen in Calgary und wurde beim zweiten Rennen Vierte. Beim Intercontinentalcup in Park City wurde sie zweimal Fünfte und in Lake Placid kam sie auf den ersten und zweiten Platz. Bei ihren dritten Junioren-Weltmeisterschaften am Königssee gewann sie die Bronzemedaille. Danach bestritt sie die Weltcuprennen in Lake Placid und Calgary. Bei ihren ersten Weltmeisterschaften 2019 in Whistler kam sie auf den 16. Platz.
Vor der Olympiasaison 2021/22 gab sie bekannt, ihre Karriere im Jahr 2021 zu beenden.

## Erfolge

### Platzierungen
| Saison  | Europacup | Interconti-Cup | Nordamerikacup | Weltcup | IBSF-Gesamt- wertung |
| ------- | --------- | -------------- | -------------- | ------- | -------------------- |
| 2015/16 | 16.       | 20.            | –              | 27.     | 42.                  |
| 2016/17 | –         | 11.            | –              | –       | 44.                  |
| 2017/18 | 18.       | –              | –              | 28.     | 41.                  |
| 2018/19 | 19.       | 2.             | 16.            | 20.     | 19.                  |
| 2019/20 | –         | 5.             | –              | 29.     | 24.                  |
| 2020/21 | –         | –              | –              | 16.     | – 1                  |

### Deutsche Meisterschaften
| Deutsche Junioren-Meisterschaft | Deutsche Junioren-Meisterschaft | Deutsche Junioren-Meisterschaft |
| ------------------------------- | ------------------------------- | ------------------------------- |
| Silber                          | 2015 Königssee                  | Silber im Einzel                |

### Landesmeisterschaften
| Landesmeisterschaften | Landesmeisterschaften | Landesmeisterschaften       |
| --------------------- | --------------------- | --------------------------- |
| Bronze                | 2010/11 Königssee     | Bronze im gemischt          |
| Bronze                | 2012/13 Königssee     | Bronze im Einzel (Junioren) |
| Gold                  | 2018 Königssee        | Bronze im Einzel (Jugend B) |

## Auszeichnungen
- 2016 SportsAid Wahl zum Nachwuchssportler des Jahres (Rang 2)